# Horné Naštice
Horné Naštice (ungarisch Felsőneszte – bis 1907 Felsőnastic) ist eine Gemeinde im Westen der Slowakei mit 529 Einwohnern (Stand 31. Dezember 2024), die zum Okres Bánovce nad Bebravou, einem Teil des Trenčiansky kraj, gehört.

## Geographie
Die Gemeinde befindet sich in einem Ausläufer des Hügellands Nitrianska pahorkatina am Unterlauf des Flüsschens Radiša. Das Ortszentrum liegt auf einer Höhe von 237 m n.m. und ist vier Kilometer von Bánovce nad Bebravou entfernt.
Nachbargemeinden sind Dubnička im Norden, Žitná-Radiša im Nordosten, Uhrovec im Osten, Miezgovce im Süden, Bánovce nad Bebravou im Westen und Prusy im Nordwesten.

## Geschichte

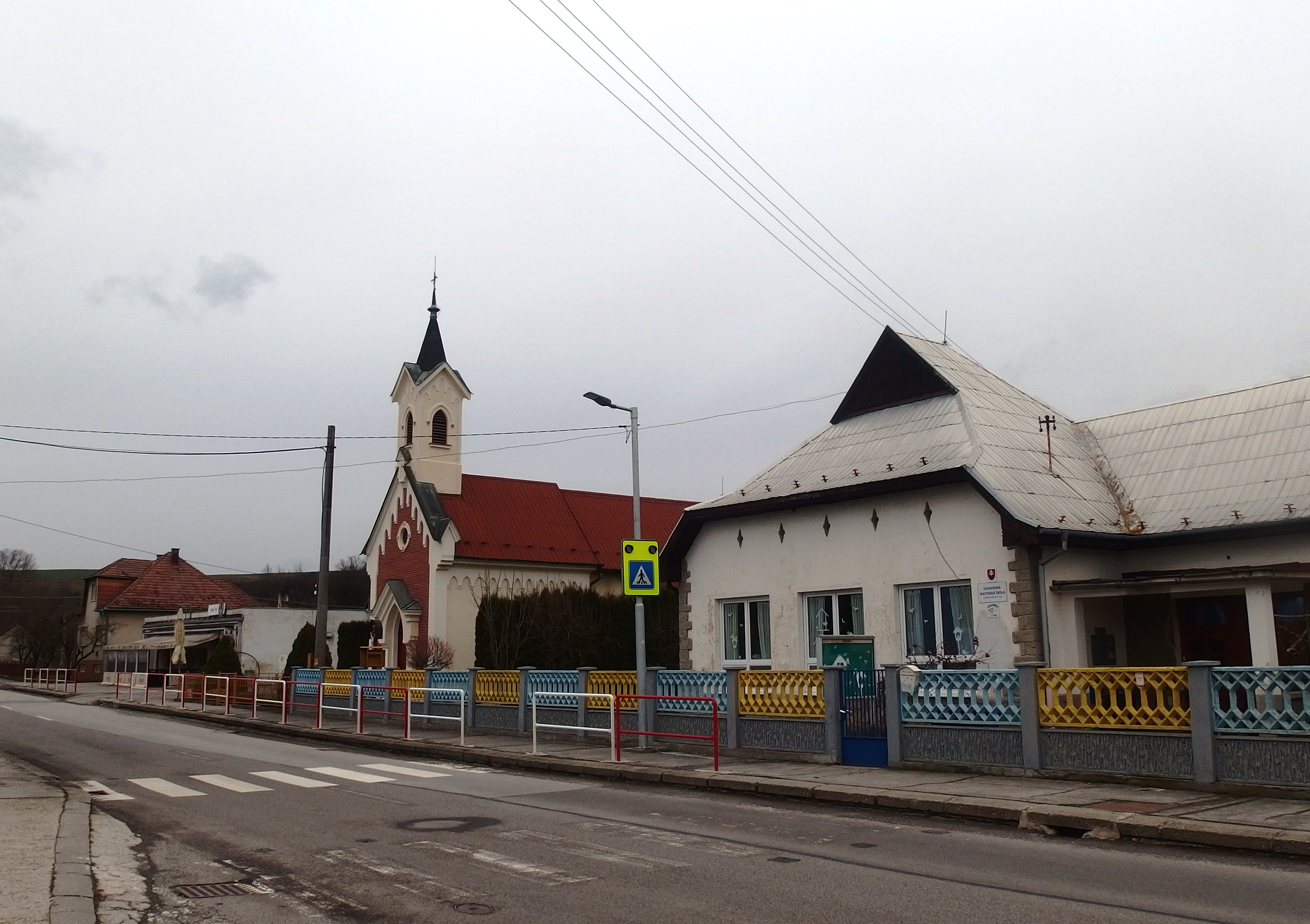
Kapelle und Kindergarten in Horné Naštice

Horné Naštice wurde zum ersten Mal 1295 als Nesthe schriftlich erwähnt und war Bestandteil des Herrschaftsgebiets der Burg Uhrovec. 1598 standen 26 Häuser im Ort, 1874 hatte die Ortschaft 39 Häuser, 53 Familien und 267 Einwohner, 1828 zählte man 32 Häuser und 329 Einwohner, die als Landwirte und Viehhalter beschäftigt waren. Im 19. Jahrhundert arbeitete eine Brennerei im Ort.
Bis 1918 gehörte der im Komitat Trentschin liegende Ort zum Königreich Ungarn und kam danach zur Tschechoslowakei beziehungsweise heute Slowakei. In der ersten tschechoslowakischen Republik arbeiteten die Einwohner als Landwirte, in der örtlichen Säge und in Fabriken in Uhrovec und Bánovce nad Bebravou.

## Bevölkerung
| Jahr                | 1994 | 2004    | 2014    | 2024     |
| ------------------- | ---- | ------- | ------- | -------- |
| Anzahl der Personen | 458  | 418     | 430     | 529      |
| Unterschied         |      | −8,73 % | +2,87 % | +23,02 % |

| Jahr                | 2023 | 2024    |
| ------------------- | ---- | ------- |
| Anzahl der Personen | 521  | 529     |
| Unterschied         |      | +1,53 % |

Nach der Volkszählung 2011 wohnten in Horné Naštice 416 Einwohner, davon 400 Slowaken und ein Mährer. 15 Einwohner machten keine Angabe zur Ethnie.
251 Einwohner bekannten sich zur römisch-katholischen Kirche, 109 Einwohner zur Evangelischen Kirche A. B., zwei Einwohner zur evangelisch-methodistischen Kirche sowie jeweils Einwohner zur Bahai-Religion und zu einer anderen Konfession. 23 Einwohner waren konfessionslos und bei 29 Einwohnern wurde die Konfession nicht ermittelt.

## Söhne und Töchter der Gemeinde
- Ľudovít Jakubóczy (1898–1954), Schauspieler